# إيتابيفي
إيتابيفي هي مدينة، وبلدية في البرازيل، تتبع ساو باولو، بلغ عدد سكانها 162٬433  نسمة، في 2000، تبلغ مساحتها 82٫659 كيلومتر مربع.

## الموقع
تشترك في الحدود مع:
- بارويري.

## المناخ
يظهر الجدول التالي التغييرات المناخية على مدار السنة لإيتابيفي:
| البيانات المناخية لـإيتابيفي      | البيانات المناخية لـإيتابيفي | البيانات المناخية لـإيتابيفي | البيانات المناخية لـإيتابيفي | البيانات المناخية لـإيتابيفي | البيانات المناخية لـإيتابيفي | البيانات المناخية لـإيتابيفي | البيانات المناخية لـإيتابيفي | البيانات المناخية لـإيتابيفي | البيانات المناخية لـإيتابيفي | البيانات المناخية لـإيتابيفي | البيانات المناخية لـإيتابيفي | البيانات المناخية لـإيتابيفي | البيانات المناخية لـإيتابيفي |
| الشهر                             | يناير                        | فبراير                       | مارس                         | أبريل                        | مايو                         | يونيو                        | يوليو                        | أغسطس                        | سبتمبر                       | أكتوبر                       | نوفمبر                       | ديسمبر                       | المعدل السنوي                |
| --------------------------------- | ---------------------------- | ---------------------------- | ---------------------------- | ---------------------------- | ---------------------------- | ---------------------------- | ---------------------------- | ---------------------------- | ---------------------------- | ---------------------------- | ---------------------------- | ---------------------------- | ---------------------------- |
| متوسط درجة الحرارة الكبرى °م (°ف) | 28.6 (83.5)                  | 28.6 (83.5)                  | 28.2 (82.8)                  | 26.2 (79.2)                  | 24.2 (75.6)                  | 23.0 (73.4)                  | 23.1 (73.6)                  | 24.9 (76.8)                  | 25.9 (78.6)                  | 26.6 (79.9)                  | 27.4 (81.3)                  | 27.6 (81.7)                  | 26.2 (79.2)                  |
| متوسط درجة الحرارة الصغرى °م (°ف) | 17.5 (63.5)                  | 17.8 (64.0)                  | 16.9 (62.4)                  | 14.2 (57.6)                  | 11.5 (52.7)                  | 9.9 (49.8)                   | 9.3 (48.7)                   | 10.5 (50.9)                  | 12.5 (54.5)                  | 14.2 (57.6)                  | 15.3 (59.5)                  | 16.7 (62.1)                  | 13.9 (57.0)                  |
| الهطول مم (إنش)                   | 218 (8.6)                    | 185 (7.3)                    | 157 (6.2)                    | 68 (2.7)                     | 69 (2.7)                     | 56 (2.2)                     | 42 (1.7)                     | 37 (1.5)                     | 83 (3.3)                     | 114 (4.5)                    | 134 (5.3)                    | 161 (6.3)                    | 1٬324 (52.1)                 |
| المصدر: CPA UNICAMP               |                              |                              |                              |                              |                              |                              |                              |                              |                              |                              |                              |                              |                              |